# 岐阜都市圏
岐阜都市圏（ぎふとしけん）は、岐阜県岐阜市を中心とする都市圏である。域内総生産は約3兆1176億円。

## 定義
一般的な都市圏の定義については都市圏を参照のこと。

### 都市雇用圏

岐阜都市圏（都市雇用圏）の範囲

2010年（平成22年）の国勢調査の基準では6市4町で都市圏が構成され、2015年の人口は823,219人である。概ね10%通勤圏であり、詳しくは「都市雇用圏」参照。
都市雇用圏の変遷
- 都市雇用圏を構成しない自治体は、各統計年の欄で灰色かつ「-」で示す。

| 自治体 ('80) | 1980年                 | 1990年                    | 1995年                    | 2000年                    | 2005年                 | 2010年                 | 2015年                 | 自治体 （現在） |
| ------------ | ---------------------- | ------------------------- | ------------------------- | ------------------------- | ---------------------- | ---------------------- | ---------------------- | --------------- |
| 富加町       | 関 都市圏 9万6410人    | 関 都市圏 10万5006人      | 関 都市圏 11万0636人      | 関 都市圏 11万3916人      | -                      | 名古屋 都市圏          | 関 都市圏 11万5477人   | 富加町          |
| 美濃市       | 関 都市圏 9万6410人    | 関 都市圏 10万5006人      | 関 都市圏 11万0636人      | 関 都市圏 11万3916人      | 関 都市圏 11万5987人   | 関 都市圏 11万4047人   | 関 都市圏 11万5477人   | 美濃市          |
| 関市         | 関 都市圏 9万6410人    | 関 都市圏 10万5006人      | 関 都市圏 11万0636人      | 関 都市圏 11万3916人      | 関 都市圏 11万5987人   | 関 都市圏 11万4047人   | 関 都市圏 11万5477人   | 関市            |
| 武儀町       | 関 都市圏 9万6410人    | 関 都市圏 10万5006人      | 関 都市圏 11万0636人      | 関 都市圏 11万3916人      | 関 都市圏 11万5987人   | 関 都市圏 11万4047人   | 関 都市圏 11万5477人   | 関市            |
| 洞戸村       | -                      | -                         | 関 都市圏 11万0636人      | 関 都市圏 11万3916人      | 関 都市圏 11万5987人   | 関 都市圏 11万4047人   | 関 都市圏 11万5477人   | 関市            |
| 上之保村     | -                      | -                         | -                         | 関 都市圏 11万3916人      | 関 都市圏 11万5987人   | 関 都市圏 11万4047人   | 関 都市圏 11万5477人   | 関市            |
| 板取村       | -                      | -                         | -                         | -                         | 関 都市圏 11万5987人   | 関 都市圏 11万4047人   | 関 都市圏 11万5477人   | 関市            |
| 根尾村       | -                      | -                         | -                         | -                         | 岐阜 都市圏            | 岐阜 都市圏            | 岐阜 都市圏            | 本巣市          |
| 坂内村       | -                      | -                         | -                         | -                         | -                      | 大垣 都市圏 32万3221人 | 大垣 都市圏 31万3740人 | 揖斐川町        |
| 藤橋村       | -                      | -                         | -                         | -                         | -                      | 大垣 都市圏 32万3221人 | 大垣 都市圏 31万3740人 | 揖斐川町        |
| 徳山村       | -                      | -                         | -                         | -                         | -                      | 大垣 都市圏 32万3221人 | 大垣 都市圏 31万3740人 | 揖斐川町        |
| 久瀬村       | -                      | -                         | -                         | 大垣 都市圏 31万9486人    | -                      | 大垣 都市圏 32万3221人 | 大垣 都市圏 31万3740人 | 揖斐川町        |
| 春日村       | -                      | -                         | -                         | 大垣 都市圏 31万9486人    | -                      | 大垣 都市圏 32万3221人 | 大垣 都市圏 31万3740人 | 揖斐川町        |
| 揖斐川町     | -                      | -                         | -                         | 大垣 都市圏 31万9486人    | -                      | 大垣 都市圏 32万3221人 | 大垣 都市圏 31万3740人 | 揖斐川町        |
| 谷汲村       | 岐阜 都市圏 71万1981人 | 岐阜 都市圏 80万8103人    | 岐阜 都市圏 81万8302人    | 岐阜 都市圏 82万0848人    | -                      | 大垣 都市圏 32万3221人 | 大垣 都市圏 31万3740人 | 揖斐川町        |
| 武芸川町     | 岐阜 都市圏 71万1981人 | 岐阜 都市圏 80万8103人    | 岐阜 都市圏 81万8302人    | 岐阜 都市圏 82万0848人    | 関 都市圏              | 関 都市圏              | 関 都市圏              | 関市            |
| 本巣町       | 岐阜 都市圏 71万1981人 | 岐阜 都市圏 80万8103人    | 岐阜 都市圏 81万8302人    | 岐阜 都市圏 82万0848人    | 岐阜 都市圏 83万0623人 | 岐阜 都市圏            | 岐阜 都市圏            | 本巣市          |
| 真正町       | 岐阜 都市圏 71万1981人 | 岐阜 都市圏 80万8103人    | 岐阜 都市圏 81万8302人    | 岐阜 都市圏 82万0848人    | 岐阜 都市圏 83万0623人 | 岐阜 都市圏            | 岐阜 都市圏            | 本巣市          |
| 糸貫町       | 岐阜 都市圏 71万1981人 | 岐阜 都市圏 80万8103人    | 岐阜 都市圏 81万8302人    | 岐阜 都市圏 82万0848人    | 岐阜 都市圏 83万0623人 | 岐阜 都市圏            | 岐阜 都市圏            | 本巣市          |
| 美山町       | 岐阜 都市圏 71万1981人 | 岐阜 都市圏 80万8103人    | 岐阜 都市圏 81万8302人    | 岐阜 都市圏 82万0848人    | 岐阜 都市圏 83万0623人 | 岐阜 都市圏            | 岐阜 都市圏            | 山県市          |
| 高富町       | 岐阜 都市圏 71万1981人 | 岐阜 都市圏 80万8103人    | 岐阜 都市圏 81万8302人    | 岐阜 都市圏 82万0848人    | 岐阜 都市圏 83万0623人 | 岐阜 都市圏            | 岐阜 都市圏            | 山県市          |
| 伊自良村     | 岐阜 都市圏 71万1981人 | 岐阜 都市圏 80万8103人    | 岐阜 都市圏 81万8302人    | 岐阜 都市圏 82万0848人    | 岐阜 都市圏 83万0623人 | 岐阜 都市圏            | 岐阜 都市圏            | 山県市          |
| 墨俣町       | 岐阜 都市圏 71万1981人 | 岐阜 都市圏 80万8103人    | 岐阜 都市圏 81万8302人    | 岐阜 都市圏 82万0848人    | 岐阜 都市圏 83万0623人 | 大垣 都市圏            | 大垣 都市圏            | 大垣市          |
| 大野町       | 岐阜 都市圏 71万1981人 | 岐阜 都市圏 80万8103人    | 岐阜 都市圏 81万8302人    | 岐阜 都市圏 82万0848人    | 岐阜 都市圏 83万0623人 | 岐阜 都市圏 83万1430人 | 岐阜 都市圏 82万3219人 | 大野町          |
| 巣南町       | 岐阜 都市圏 71万1981人 | 岐阜 都市圏 80万8103人    | 岐阜 都市圏 81万8302人    | 岐阜 都市圏 82万0848人    | 岐阜 都市圏 83万0623人 | 岐阜 都市圏 83万1430人 | 岐阜 都市圏 82万3219人 | 瑞穂市          |
| 穂積町       | 岐阜 都市圏 71万1981人 | 岐阜 都市圏 80万8103人    | 岐阜 都市圏 81万8302人    | 岐阜 都市圏 82万0848人    | 岐阜 都市圏 83万0623人 | 岐阜 都市圏 83万1430人 | 岐阜 都市圏 82万3219人 | 瑞穂市          |
| 北方町       | 岐阜 都市圏 71万1981人 | 岐阜 都市圏 80万8103人    | 岐阜 都市圏 81万8302人    | 岐阜 都市圏 82万0848人    | 岐阜 都市圏 83万0623人 | 岐阜 都市圏 83万1430人 | 岐阜 都市圏 82万3219人 | 北方町          |
| 岐阜市       | 岐阜 都市圏 71万1981人 | 岐阜 都市圏 80万8103人    | 岐阜 都市圏 81万8302人    | 岐阜 都市圏 82万0848人    | 岐阜 都市圏 83万0623人 | 岐阜 都市圏 83万1430人 | 岐阜 都市圏 82万3219人 | 岐阜市          |
| 柳津町       | 岐阜 都市圏 71万1981人 | 岐阜 都市圏 80万8103人    | 岐阜 都市圏 81万8302人    | 岐阜 都市圏 82万0848人    | 岐阜 都市圏 83万0623人 | 岐阜 都市圏 83万1430人 | 岐阜 都市圏 82万3219人 | 岐阜市          |
| 岐南町       | 岐阜 都市圏 71万1981人 | 岐阜 都市圏 80万8103人    | 岐阜 都市圏 81万8302人    | 岐阜 都市圏 82万0848人    | 岐阜 都市圏 83万0623人 | 岐阜 都市圏 83万1430人 | 岐阜 都市圏 82万3219人 | 岐南町          |
| 笠松町       | 岐阜 都市圏 71万1981人 | 岐阜 都市圏 80万8103人    | 岐阜 都市圏 81万8302人    | 岐阜 都市圏 82万0848人    | 岐阜 都市圏 83万0623人 | 岐阜 都市圏 83万1430人 | 岐阜 都市圏 82万3219人 | 笠松町          |
| 羽島市       | 羽島 都市圏 5万6975人  | 岐阜 都市圏 80万8103人    | 岐阜 都市圏 81万8302人    | 岐阜 都市圏 82万0848人    | 岐阜 都市圏 83万0623人 | 岐阜 都市圏 83万1430人 | 岐阜 都市圏 82万3219人 | 羽島市          |
| 各務原市     | 岐阜 都市圏            | 岐阜 都市圏 80万8103人    | 岐阜 都市圏 81万8302人    | 岐阜 都市圏 82万0848人    | 岐阜 都市圏 83万0623人 | 岐阜 都市圏 83万1430人 | 岐阜 都市圏 82万3219人 | 各務原市        |
| 川島町       | -                      | 名古屋 都市圏 508万6551人 | 名古屋 都市圏 521万3519人 | 名古屋 都市圏 531万8500人 | 岐阜 都市圏 83万0623人 | 岐阜 都市圏 83万1430人 | 岐阜 都市圏 82万3219人 | 各務原市        |

- 1987年3月31日：揖斐郡藤橋村が同郡徳山村を編入。
- 2003年4月1日：山県郡美山町、高富町、伊自良村が新設合併して山県市となった。
- 2003年5月1日：本巣郡巣南町、穂積町が新設合併して瑞穂市となった。
- 2004年2月1日：本巣郡本巣町、真正町、糸貫町、根尾村が新設合併して本巣市となった。
- 2004年11月1日：各務原市が羽島郡川島町を編入。
- 2005年1月31日：揖斐郡揖斐川町、谷汲村、久瀬村、春日村、坂内村、藤橋村が新設合併して新たに揖斐川町となった。
- 2005年4月7日：関市が武儀郡武芸川町、洞戸村、板取村、武儀町、上之保村を編入。
- 2006年1月1日：岐阜市が羽島郡柳津町を編入。
- 2006年3月27日：大垣市が安八郡墨俣町、養老郡上石津町を編入。墨俣町は他の大垣市域と接しておらず、「飛地」合併の形となっている。